# R'Bonney Gabriel
R'Bonney Nola Gabriel (sinh ngày 20 tháng 3 năm 1994) là một người mẫu và hoa hậu người Hoa Kỳ gốc Philippines, người đã đăng quang cuộc thi Hoa hậu Mỹ 2022 và Hoa hậu Hoàn vũ 2022. Với tư cách là Hoa hậu Mỹ, Gabriel đại diện cho Hoa Kỳ tại Hoa hậu Hoàn vũ 2022 tại Trung tâm Hội nghị Ernest N. Morial ở New Orleans, Louisiana, Hoa Kỳ.

## Tiểu sử
Gabriel sinh ra ở San Antonio, Texas, Hoa Kỳ với cha là người Philippines và mẹ là người Mỹ. Cô theo học Đại học North Texas ở Denton, Texas, nơi cô lấy bằng cử nhân về thiết kế thời trang và may mặc.

## Cuộc thi sắc đẹp
Vào ngày 25 tháng 7 năm 2020, Gabriel cạnh tranh với 11 ứng cử viên khác tại Hoa hậu Kemah 2020 tại Trung tâm Hội nghị và Khu nghỉ dưỡng South Shore Harbour ở League City, Texas, nơi cô đứng trong Top 5.

### Hoa hậu Texas Mỹ
Vào ngày 4 tháng 9 năm 2021, Gabriel thi đấu với 131 ứng cử viên khác tại Miss Texas USA 2021 tại khách sạn Hilton Houston Post Oak ở Houston. Cô là Á hậu Victoria Hinojosa. Vào ngày 2 tháng 7 năm 2022, Gabriel đại diện cho Friendswood tại Miss Texas USA 2022 và cạnh tranh với 88 ứng cử viên khác tại khách sạn Hilton Houston Post Oak ở Houston, Texas. Cô đã giành được danh hiệu này, giúp cô trở thành Hoa hậu Texas Hoa Kỳ đầu tiên của người gốc Philippines. Trong cuộc thi, cô mặc một chiếc váy tùy chỉnh do nhà thiết kế người Philippines Rian Fernandez tạo ra.

### Hoa hậu Mỹ 2022
Chiến thắng Miss Texas USA 2022 giúp cô có quyền đại diện Texas tại Hoa hậu Mỹ 2022, nơi cuối cùng cô đã giành được giải thưởng Trang phục Tiểu bang đẹp nhất. Cô lọt vào tất cả các vòng thi, bao gồm cả phần thi áo tắm và dạ hội, sau đó lọt vào Top 5.
Ở phần câu hỏi và trả lời của Top 5, cô chọn giám khảo Soo Yeon Lee, người đã hỏi cô câu hỏi này: "Các nghiên cứu toàn cầu chỉ ra rằng phụ nữ ngày càng bị coi là dễ bị tổn thương hơn trước tác động của biến đổi khí hậu. Bạn được yêu cầu thành lập một lực lượng đặc nhiệm để giúp giải quyết vấn đề này. Ưu tiên hàng đầu của bạn là gì?" Gabriel trả lời:

"Chà, tôi nghĩ có 8 cách chúng ta có thể thực hiện để giải quyết vấn đề biến đổi khí hậu trong nghề nghiệp hoặc lối sống của mình. Việc này dễ dàng hơn như thêm một thùng rác vào nhà của bạn, mọi người đều có thể làm điều đó hoặc sáng tạo theo những cách bạn cũng có thể thực hiện nó trong công việc. Tôi là một nhà thiết kế thời trang. Tôi thực sự đã làm ra bộ trang phục tôi đang mặc và tôi nâng cao các mảnh ghép và tái chế các trang phục khác nhau để bền vững hơn trong ngành của mình bởi vì tôi cảm thấy đó là nhiệm vụ của mình. Vì vậy, tôi nghĩ đó là điều mà tất cả chúng ta đều có thể tìm kiếm trong một số ngành công nghiệp nhất định của chúng tôi hoặc trong ngôi nhà của chúng tôi để được bền vững."

Vào cuối sự kiện, cô đã được trao danh hiệu Hoa hậu Hoa Kỳ 2022 bởi người giữ ngôi vị Hoa hậu Hoa Kỳ 2021, Elle Smith của Kentucky, trở thành người có danh hiệu đầu tiên là người gốc Philippines kể từ Macel Wilson vào năm 1962.

### Hoa hậu Hoàn vũ 2022
Với tư cách là Hoa hậu Mỹ, Gabriel đại diện cho Hoa Kỳ tại Hoa hậu Hoàn vũ 2022 tại Trung tâm Hội nghị Ernest N. Morial ở New Orleans, Louisiana, Hoa Kỳ và xuất sắc dành được chiếc vương miện danh giá của cuộc thi.